# اولویلگا
اولویلگا (انگلیسی: Uluyelga) یک شهرک در شهرستان بلورتسکی استان باشقیرستان کشور روسیه است.